# Geissanthus bogotensis
Geissanthus bogotensis är en viveväxtart som beskrevs av Carl Christian Mez. Geissanthus bogotensis ingår i släktet Geissanthus och familjen viveväxter. Inga underarter finns listade i Catalogue of Life.